# Estación de Gümligen
La estación de Gümligen, es una estación ferroviaria de la comuna suiza de Muri bei Bern, en el Cantón de Berna.

## Historia y situación
La estación de Gümligen fue inaugurada hacia 1858-59 tras la apertura de la línea Berna - Thun. En el año 1864 fue abierto el tramo Gümligen - Langnau im Emmental de la línea Berna - Lucerna por parte del Bernische Staatsbahn.
En términos ferroviarios, la estación se sitúa en la línea Berna - Thun y en la línea Berna – Langnau im Emmental. Sus dependencias ferroviarias colaterales son la estación de Ostermundigen hacia Berna, la estación de Rubigen en dirección Thun y la estación de Worb Dorf hacia Langnau.

## Servicios de transporte
Los servicios ferroviarios de esta estación están prestados por BLS:

### S-Bahn Berna
Desde la estación de Gümligen se puede ir a Berna mediante la red S-Bahn Berna operada por BLS:
- S 1 Friburgo – Flamatt – Berna – Gümligen - Münsingen – Thun
- S 2 Laupen - Flamatt – Berna – Gümligen - Konolfingen – Langnau

### Bernmobil y RBS
- Línea 6 de tranvía (Bernmobil): Worb Dorf - Gümligen - Muri - Berna - Fischermätteli.
- Líneas de bus 40 y 44 (RBS): en dirección de Bolligen, Ostermundigen, Muri y Allmendingen.